# Oceano Adamastore
L'oceano Adamastore era un oceano proto-Atlantico che si aprì durante la frammentazione del supercontinente Rodinia tra 780 e 750 milioni di anni fa. Separava il cratone del Río de la Plata dal cratone del Congo.
Deriva il suo nome dal mitico gigante Adamastore, un personaggio del poema epico I Lusiadi di Luís Vaz de Camões, che appare a Vasco da Gama presso il Capo di Buona Speranza.

## Storia
L'inversione dell'oceano Adamastore iniziò circa 640 milioni di anni fa con lo sviluppo di un vasto bacino di retro-arco lungo il margine occidentale del cratone del Kalahari e l'oceano si chiuse quando il cratone del Río de la Plata andò in collisione con quello del Kalahari all'incirca 545 milioni di anni fa lungo la zona di cesura della Sierra Ballena.
Il cratone del São Francisco si amalgamò con quello del Río de la Plata tra 630 e 620 milioni di anni fa, chiudendo l'oceano Adamastore sul versante del Sud America e dando poi luogo alla formazione della Serra da Mantiqueira 600 milioni di anni fa.